# Qiyat
Qiyat (Kiyat) fou el nom del "ulus" (tribu) original de Genguis Kan, dins la qual pertanyé al clan omuq (omuk).
Amb el triomf de Genguis Kan les tribus (ulus) mongols foren dividides en dos categories, les derivades dels qiyat i les altres; les derivades dels qiyat tenien el nom de nirun (fills de la llum, o els purs); les altres tenien el nom de dürlüqin (durlugin), considerades de llinatge inferior.